# Louis Vuitton Foundation
Fundacija Louis Vuitton (francosko: Fondation d'entreprise Louis-Vuitton), prej Fundacija Louis Vuitton za ustvarjanje (Fondation Louis-Vuitton pour la création), je francoski muzej umetnosti in kulturni center, ki ga sponzorira skupina LVMH in njene podružnice. Vodi ga kot pravno ločen, neprofitni subjekt kot del promocije umetnosti in kulture LVMH. Muzej umetnosti je bil odprt 20. oktobra 2014 v prisotnosti predsednika Françoisa Hollanda. Dekonstruktivistično stavbo je zasnoval ameriški arhitekt Frank Gehry, pri čemer so se temelji začeli graditi leta 2006. Meji na Jardin d'Acclimatation v Bois de Boulogne v 16. pariškem okrožju, ki meji na Neuilly-sur-Seine. Leta 2017 je fundacijo Louis Vuitton obiskalo več kot 1,4 milijona ljudi.
Dejanski stroški muzeja, ki so bili prvotno načrtovani na 100 milijonov evrov, so bili leta 2017 razkriti skoraj osemkrat več. Poročilo računskega sodišča iz novembra 2018 je pokazalo, da je bila od leta 2007 do 2014 gradnja stavbe glavna dejavnost Fundacije. V začetku istega meseca je francoska protikorupcijska skupina FRICC vložila tožbo na sodišče v Parizu, v kateri je fundacijo Louis Vuitton obtožila goljufije in utaje davkov pri gradnji svojega muzeja. Trdila je, da je neprofitna podružnica konglomerata LVMH lahko od svojih davkov odštela približno 60 % stroškov muzeja in zahtevala povračilo davka na nekatere druge stroške. FRICC je trdil, da sta LVMH in fundacija Louis Vuitton od vlade prejela skoraj 603 milijone evrov za skoraj 790 milijonov evrov stroškov gradnje muzeja. Septembra 2019 je bila zadeva zavrnjena.

## Zgodovina
Leta 2001 je Bernard Arnault, izvršni direktor LVMH, spoznal arhitekta Franka Gehryja. Povedal mu je o načrtih za gradnjo nove stavbe za fundacijo Louis Vuitton na robu Bois de Boulogne. Projekt stavbe je bil prvič predstavljen leta 2006, stroški pa so bili ocenjeni na približno 100 milijonov EUR (127 milijonov USD) in načrti za odprtje konec leta 2009 ali v začetku leta 2010. Suzanne Pagé, takratna direktorica Musée d'Art Moderne de la Ville de Paris, je bila imenovana za umetniško direktorico fundacije, ki je bila zadolžena za razvoj programa muzeja.
Mesto Pariz, ki je lastnik parka, je leta 2007 izdalo gradbeno dovoljenje. Leta 2011 je združenje za varovanje Bois de Boulogne zmagalo v sodni bitki, saj je sodnik odločil, da je bil center zgrajen preblizu majhne asfaltne ceste, javna pravica poti. Nasprotniki lokacije so se tudi pritoževali, da bi nova stavba motila zeleni mir zgodovinskega parka. Mesto se je na odločitev sodišča pritožilo. Priznani francoski arhitekt Jean Nouvel je podprl Gehryja in o nasprotnikih dejal: »S svojimi majhnimi oprijetimi oblekami želijo Pariz spraviti v formalin. To je precej patetično.« Fondacija je bila v nacionalnem interesu in »veliko umetniško delo za ves svet«, kar je omogočilo nadaljevanje gradnje.
Muzej je bil odprt za javnost oktobra po poročani ceni 143 milijonov dolarjev. Vendar je maja 2017 francoska revija Marianne razkrila, da so bili končni stroški stavbe 780 milijonov evrov (približno 900 milijonov dolarjev).
Pred uradnim odprtjem je bil prizorišče ženske modne revije Louis Vuitton za pomlad/poletje 2015.

## Arhitektura

### Oblikovanje
Na Arnaultovo povabilo je Frank Gehry obiskal vrt in si zamislil arhitekturo, navdihnjeno s stekleno Grand Palais, pa tudi s steklenimi strukturami, kot je Palmarium, ki je bil zgrajen za Jardin d'Acclimatation leta 1893. Gradbišče je zasnovano po temeljnih načelih urejenih vrtov iz 19. stoletja. Povezuje stavbo z Jardin d'Acclimatation na severu in Bois de Boulogne na jugu.
Dvonadstropna zgradba ima 11 galerij različnih velikosti (skupaj 41.441 kvadratnih metrov), obsežno dvorano s 350 sedeži v pritličju in večnadstropne strešne terase za dogodke in umetniške instalacije. Gehry je moral zgraditi v okviru kvadrature in dvonadstropnega volumna kegljišča, ki je prej stalo na mestu; vse višje je moralo biti steklo. Nastala steklena zgradba ima obliko jader, ki jih napihuje veter. Ta steklena jadra obdajajo ledene gore, serijo oblik z belimi, cvetličnimi terasami.
Galerije v zgornjih nadstropjih so osvetljene z vgradnimi ali delno skritimi strešnimi okni.
Na strani stavbe, obrnjeni proti aveniji Mahatma Gandhi, tik nad blagajno, je velik logotip LV iz nerjavečega jekla, ki ga je oblikoval Gehry.
Po podatkih Gehryjeve pisarne je več kot 400 ljudi prispevalo načrte, inženirska pravila in konstrukcijske omejitve v skupni spletni 3D digitalni model. 3600 steklenih plošč in 19.000 betonskih plošč (vsaka drugačna), ki tvorijo fasado, so simulirali in nato oblikovali industrijski roboti, ki so delali po skupnem modelu. Arhitektura STUDIOS je bil lokalni arhitekt za projekt, ki je vodil prehod od Gehryjeve shematske zasnove skozi proces gradnje v Parizu do gradbenega prostora. Svetovalca za avditorij sta bila Nagata Acoustics in AVEL Acoustics za akustiko in DUCKS Scéno kot scenograf.

### Gradnja
Gradnja se je začela marca 2008. Realizacija projekta s površino 126.000 kvadratnih metrov je zahtevala inovativen tehnološki razvoj, od faze načrtovanja z uporabo programske opreme za 3D načrtovanje Digital Project, posebej prilagojene za letalsko industrijo. Vse ekipe pri vodenju projektov so hkrati delale na istem digitalnem modelu, tako da so si strokovnjaki lahko v realnem času izmenjevali informacije.
Organizacija, ki ščiti park, Koordinacija za zaščito Boulonjskega gozda, se je proti temu gradbenemu projektu pritožila na upravno sodišče in uspešno izpodbijala zemljiško dovoljenje, izdano z odločbo Sveta Pariza, in gradbeno dovoljenje, zaradi česar je bilo slednji preklicano 20. januarja 2011. Da bi rešili muzejski projekt, je mesto Pariz spremenilo svoje načrtovalne predpise glede rabe zemljišč. Aprila 2011 sta v zvezi z gradbenim dovoljenjem mesto in fundacija Louis Vuitton prejela soglasje za nadaljevanje del. Zveza se je nato pritožila na Ustavni svet z vložitvijo prednostnega vprašanja ustavnosti (QPC) za dovoljenje, vendar je 24. februarja 2012 ustavni svet izpodbijanje zavrnil.
Leta 2012 je gradnja objekta z vgradnjo steklenih jader dosegla mejnik. Ta jadra so izdelana iz 3584 plošč iz lepljenega stekla, od katerih je vsaka edinstvena in posebej ukrivljena, da se prilega oblikam, ki jih je narisal arhitekt. Odseki galerije so prekriti z belim betonom, armiranim z vlakni, imenovanim Ductal. Ekipe, ki so sodelovale pri gradnji stavbe, so bile nagrajene z več arhitekturnimi nagradami v Franciji in ZDA.

## Zbirka
Muzejska zbirka, za katero se domneva, da je kombinacija del v lasti LVMH in Bernarda Arnaulta, vključuje dela Jean-Michela Basquiata, Gilberta & Georgea in Jeffa Koonsa.[34] Za inštalacije, specifične za lokacijo, je fundacija naročila dela Ellsworth Kelly, Olafur Eliasson, Janet Cardiff in George Bures Miller (v glavnih vlogah Scott Tixier in Tony Tixier), Sarah Morris, Taryn Simon, Cerith Wyn Evans in Adrián Villar Rojas.
Kelly je izdelala zaveso Spectrum VIII (2014), sestavljeno iz 12 barvnih trakov, za avditorij stavbe. Eliasson je ustvaril Inside the Horizon (2014), ki je sestavljen iz 43 rumenih stebrov v obliki prizme, ki so osvetljeni od znotraj in postavljeni ob sprehajalni poti. Villar Rojas je ustvaril rezervoar za vodo, ki vsebuje najdene predmete, zavržene športne copate in rastline, nameščen pod enim od 12 steklenih "jader", ki zagotavljajo ovijajočo obliko, ki je značilna za Fondation.

## Upravljanje
Muzej je financiral LVMH in nosi ime (in logotip) svoje vodilne blagovne znamke Louis Vuitton. Stavba bo po 55 letih prešla v roke mestne vlade.